# Zeilen op de Olympische Zomerspelen 1996
Zeilen is een van de sporten die beoefend werden tijdens de Olympische Zomerspelen 1996 in Atlanta. De zeilwedstrijden vonden voor de kust bij Savannah plaats.
Er werd in tien zeilklassen om de medailles gestreden, drie voor mannen, drie voor vrouwen en vier open klassen. In vergelijking met de Spelen van 1992 was de Laser klasse toegevoegd bij de open klassen, de Flying dutchman was afgevoerd.
Voor Nederland behaalde Margriet Matthijsse een zilveren medaille in de Europe klasse en Roy Heiner een bronzen medaille in de Finn klasse. Voor België behaalde Sébastien Godefroid een zilveren medaille in de Finn klasse. De Nederlandse Antillen behaalde geen medaille.

## Mannen

### Mistral One Design
| rang   | sporter               | land        |
| ------ | --------------------- | ----------- |
| Goud   | Nikolaos Kaklamanakis | Griekenland |
| Zilver | Carlos Espinola       | Argentinië  |
| Brons  | Gal Fridman           | Israël      |
|        |                       |             |
| 37     | Constantino Saragossa | AHO         |

### Finn klasse
| rang   | sporter               | land      |
| ------ | --------------------- | --------- |
| Goud   | Mateusz Kusznierewicz | Polen     |
| Zilver | Sébastien Godefroid   | België    |
| Brons  | Roy Heiner            | Nederland |
|        |                       |           |
| 34     | Paul Dielemans        | AHO       |

### 470 klasse
| rang   | sporter                           | land             |
| ------ | --------------------------------- | ---------------- |
| Goud   | Yevhen Braslavets/Ihor Matviyenko | Oekraïne         |
| Zilver | Ian Walker/John Merricks          | Groot-Brittannië |
| Brons  | Victor Rocha/Nuno Barreto         | Portugal         |

## Vrouwen

### Mistral One Design
| rang   | sporter            | land          |
| ------ | ------------------ | ------------- |
| Goud   | Lee Lai Shan       | Hongkong      |
| Zilver | Barbara Kendall    | Nieuw-Zeeland |
| Brons  | Alessandra Sensini | Italië        |

### Europe klasse
| rang   | sporter             | land             |
| ------ | ------------------- | ---------------- |
| Goud   | Kristine Roug       | Denemarken       |
| Zilver | Margriet Matthijsse | Nederland        |
| Brons  | Coutenay Becker-Dey | Verenigde Staten |

### 470 klasse
| rang   | sporter                             | land     |
| ------ | ----------------------------------- | -------- |
| Goud   | Begoña Vía Dufresne/Theresa Zabell  | Spanje   |
| Zilver | Yumiko Shige/Yurie Alicia Kinoshita | Japan    |
| Brons  | Ruslana Taran/Olena Pakholchyk      | Oekraïne |

## Open klassen

### Laser klasse
| rang   | sporter        | land             |
| ------ | -------------- | ---------------- |
| Goud   | Robert Scheidt | Brazilië         |
| Zilver | Ben Ainslie    | Groot-Brittannië |
| Brons  | Peer Moberg    | Noorwegen        |

### Star klasse
| rang   | sporter                       | land      |
| ------ | ----------------------------- | --------- |
| Goud   | Torben Grael/Marcelo Ferreira | Brazilië  |
| Zilver | Hans Wallen/Bobby Lohse       | Zweden    |
| Brons  | Colin Baeshel/David Giles     | Australië |

### Tornado klasse
| rang   | sporter                           | land      |
| ------ | --------------------------------- | --------- |
| Goud   | José Luis Ballester/Fernando León | Spanje    |
| Zilver | Mitch Booth/Andrew Landenberger   | Australië |
| Brons  | Lars Grael/Cico Pellicano         | Brazilië  |

### Soling klasse
| rang   | sporter                                     | land             |
| ------ | ------------------------------------------- | ---------------- |
| Goud   | Thomas Flach/Bernd Jäkel/Jochen Schümann    | Duitsland        |
| Zilver | Dmitri Shabanov/Georgi Shayduko/Igor Skalin | Rusland          |
| Brons  | Jim Barton/Jeff Madrigali/Kent Massey       | Verenigde Staten |

## Medaillespiegel
| rang   | land             | goud | zilver | brons | totaal |
| ------ | ---------------- | ---- | ------ | ----- | ------ |
| 1      | Brazilië         | 2    | 0      | 1     | 3      |
| 2      | Spanje           | 2    | 0      | 0     | 2      |
| 3      | Oekraïne         | 1    | 0      | 1     | 2      |
| 4      | Denemarken       | 1    | 0      | 0     | 1      |
| 4      | Duitsland        | 1    | 0      | 0     | 1      |
| 4      | Griekenland      | 1    | 0      | 0     | 1      |
| 4      | Hongkong         | 1    | 0      | 0     | 1      |
| 4      | Polen            | 1    | 0      | 0     | 1      |
| 9      | Groot-Brittannië | 0    | 2      | 0     | 2      |
| 10     | Australië        | 0    | 1      | 1     | 2      |
| 10     | Nederland        | 0    | 1      | 1     | 2      |
| 12     | Argentinië       | 0    | 1      | 0     | 1      |
| 12     | België           | 0    | 1      | 0     | 1      |
| 12     | Japan            | 0    | 1      | 0     | 1      |
| 12     | Nieuw-Zeeland    | 0    | 1      | 0     | 1      |
| 12     | Rusland          | 0    | 1      | 0     | 1      |
| 12     | Zweden           | 0    | 1      | 0     | 1      |
| 18     | Verenigde Staten | 0    | 0      | 2     | 2      |
| 19     | Israël           | 0    | 0      | 1     | 1      |
| 19     | Italië           | 0    | 0      | 1     | 1      |
| 19     | Noorwegen        | 0    | 0      | 1     | 1      |
| 19     | Portugal         | 0    | 0      | 1     | 1      |
| totaal | totaal           | 10   | 10     | 10    | 30     |

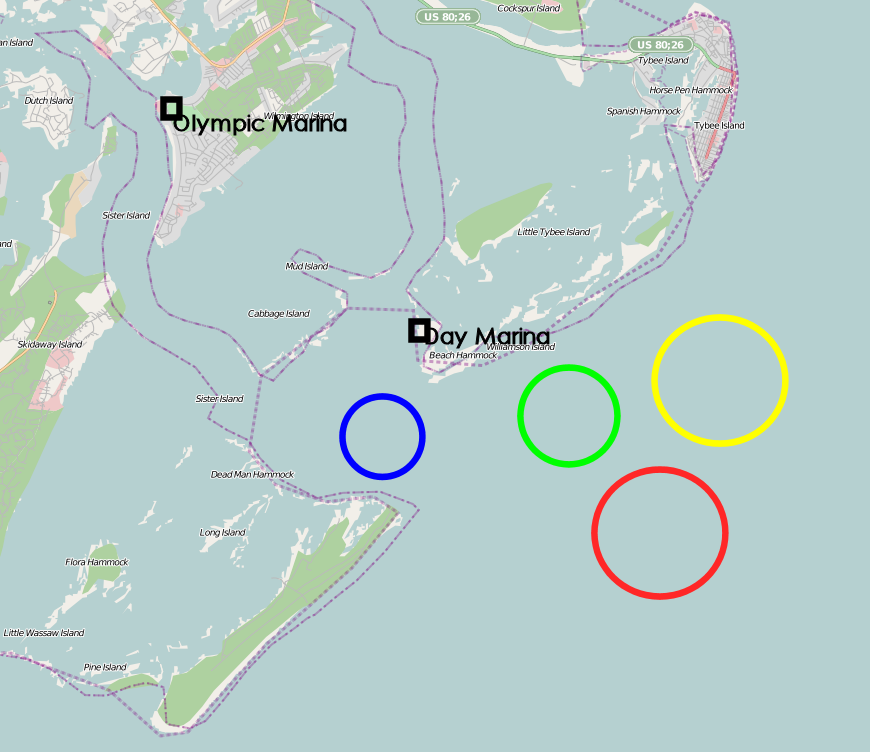
Wedstrijdengebieden
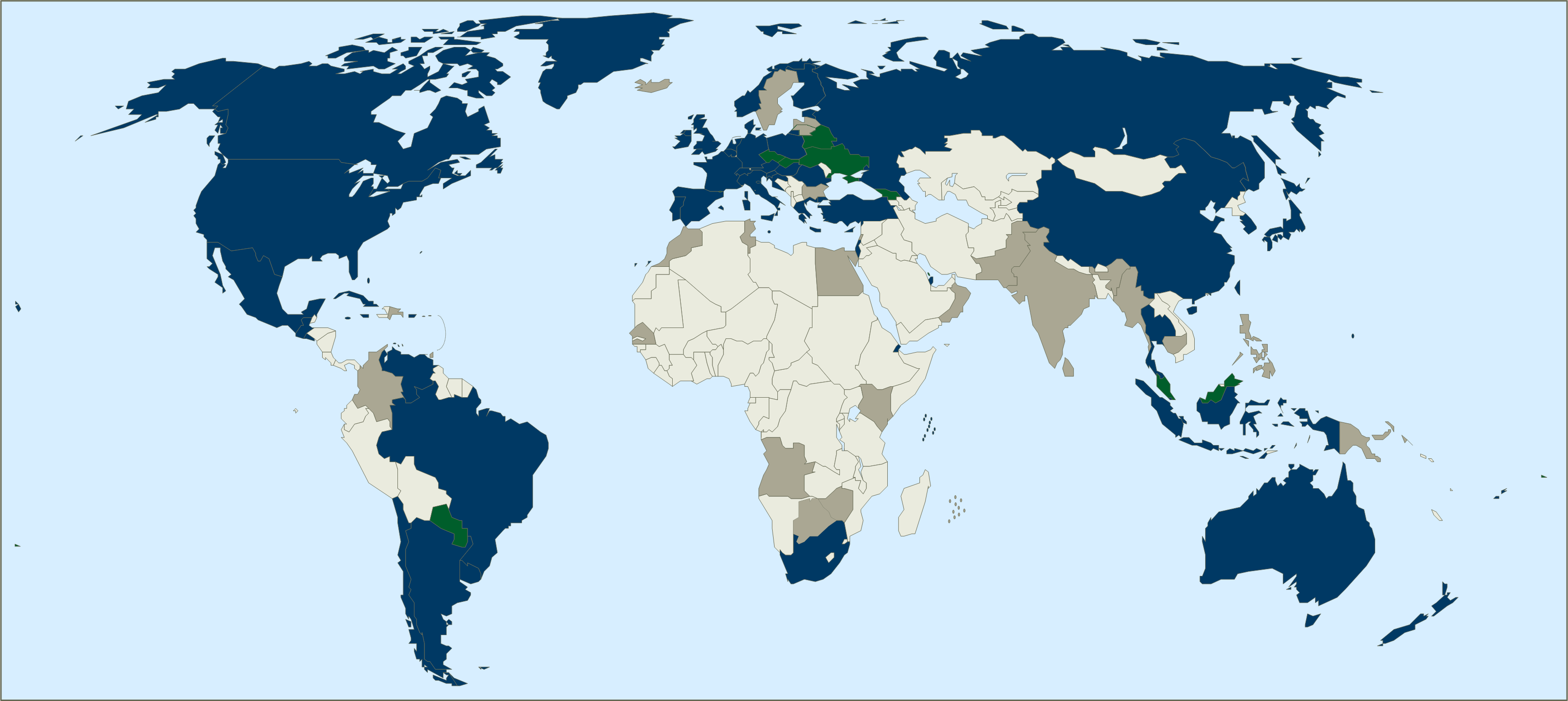
Deelnemende landen
Olympische klassen

Athene 1896 · 
Parijs 1900 · 
St. Louis 1904 · 
Londen 1908 · 
Stockholm 1912 · 
Antwerpen 1920 · 
Parijs 1924 · 
Amsterdam 1928 · 
Los Angeles 1932 · 
Berlijn 1936 · 
Londen 1948 · 
Helsinki 1952 · 
Melbourne 1956 · 
Rome 1960 · 
Tokio 1964 · 
Mexico-stad 1968 · 
München 1972 · 
Montréal 1976 · 
Moskou 1980 · 
Los Angeles 1984 · 
Seoel 1988 · 
Barcelona 1992 · 
Atlanta 1996 · 
Sydney 2000 · 
Athene 2004 · 
Peking 2008 · 
Londen 2012 · 
Rio de Janeiro 2016 · 
Tokio 2020 · 
Parijs 2024 · 
Los Angeles 2028

Medaillewinnaars
Atletiek · Badminton · Basketbal · Boksen · Boogschieten · Gewichtheffen · Gymnastiek · Handbal · Hockey · Honkbal · Judo · Kanovaren · Moderne vijfkamp · Paardensport · Roeien · Schermen · Schietsport · Schoonspringen · Softbal · Synchroonzwemmen · Tafeltennis · Tennis · Voetbal · Volleybal · Waterpolo · Wielersport · Worstelen · Zeilen · Zwemmen